# Edmund

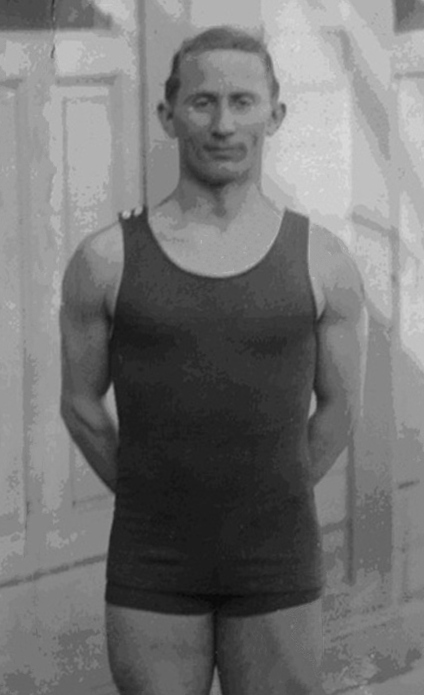
Edmund Lindmark, 1920.

Edmund är ett mansnamn med brittiskt ursprung, sammansatt av ord med betydelserna rikedom och beskyddare. Namnet har använts i Sverige sedan 1620-talet. Den franska formen är Edmond.
Edmund är mycket ovanligt bland de yngsta i dag. Under 1990-talet var det bara en handfull fick det som tilltalsnamn. Just nu[när?] är dock trenden uppåtriktad.
31 december 2007 fanns det totalt 1 252 personer i Sverige med namnet, varav 167 med det som tilltalsnamn.
År 2003 fick 18 pojkar namnet, varav 8 fick det som tilltalsnamn.
Namnsdag: 18 mars (sedan 2001, tidigare namnsdag 16 november)

## Personer med namnet Edmund/Edmond
- Arvprins "Edmund" av Sverige, svensk prins far till Carl XVI Gustaf
- Edmond Becquerel, fransk fysiker
- Edmond Zhulali, albansk kompositör
- Edmund Burke, brittisk filosof och politiker
- Edmund Crispin, brittisk kriminalförfattare
- Edmund Gettier, amerikansk filosof
- Edmond de Goncourt, fransk författare
- Edmond Halley, brittisk astronom
- Edmund Hillary, nyzeeländsk bergsbestigare
- Edmund Husserl, tysk filosof
- Edmund Lindmark, gymnast och simhoppare, OS-guld i gymnastik 1920
- Edmund Muskie, amerikansk senator, utrikesminister
- Edmund Spenser, engelsk poet
- Edmund Stoiber, tysk partiledare (CSU)
- Edmund I av England
- Edmund II av England (Edmund Järnsida)
- Edmund Martyren, kung av Östangeln

## Fiktiva figurer
- Edmond Dantès, huvudpersonen i Greven av Monte Cristo
- Edmund Pevensie, en av syskonen i boken och filmen Häxan och lejonet